# Rin-Tin-Tin: Hero of the West
Rin-Tin-Tin: Hero of the West è un film diretto da Charles S. Gould, Douglas Heyes, Earl Bellamy, Don McDougall e Robert G. Walker.

## Trama
Il cane Rin Tin Tin salva un cavallo, guida gli indiani e libera un ragazzo.